# Patru eseuri despre libertate
„Patru eseuri despre libertate” este o lucrare scrisă de filozoful englez evreu Isaiah Berlin, publicată în 1969.
Berlin, fiind conștient de faptul că o libertate fără anumite limitări nu poate fi dezirabilă, încearcă să traseze limitele în care individul să-și poată manifesta intențiile și să-și poată urmări propriul scop, fără însă a afecta libertatea celorlalți. 
Berlin definește conceptele de libertate negativă și libertate pozitivă - „ambele fiind fundamentale – două accepțiuni care au jucat un rol decisiv în istoria oamenilor”, spune Berlin.

## Libertate pozitivă
Libertatea pozitivă este înțeleasă de Berlin ca fiind absența unei voințe arbitrare care se impune, adică individul trebuie să fie propriul său stăpân.

## Libertatea negativă
Libertatea negativă presupune restrângerea amestecului statului la un nivel cât mai mic. Ea presupune o anumită libertate personală și interese particulare. Libertatea negativă fiind o manifestare a voinței în scopurile dorite, pare a exprima același lucru ca și libertatea pozitivă. Acest lucru îl recunoaște și Berlin: cele două concepte pot, la prima vedere, să pară două concepte nu prea depărtate logic unul de altul, două modalități, una negativă și una pozitivă, de a spune aproape același lucru. 
Libertate pozitivă rezultă din egoismul uman și din dorința de a fi propriul stăpân – de a hotărî singur ce e bine pentru el, într-un cuvânt de a fi autonom.